# Äggrullning

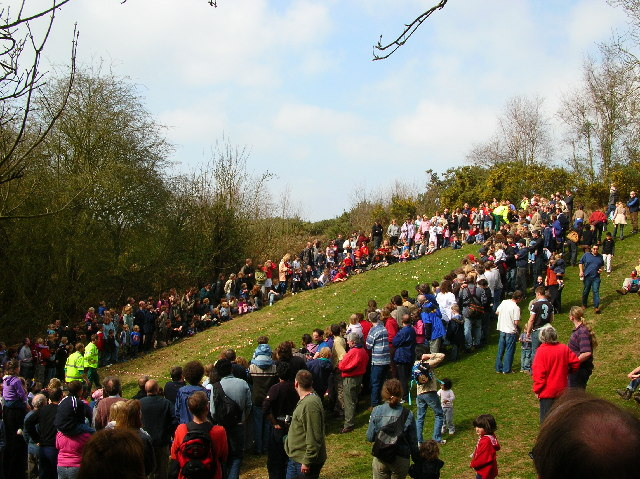
Traditionell äggrullning i England på annandag påsk.

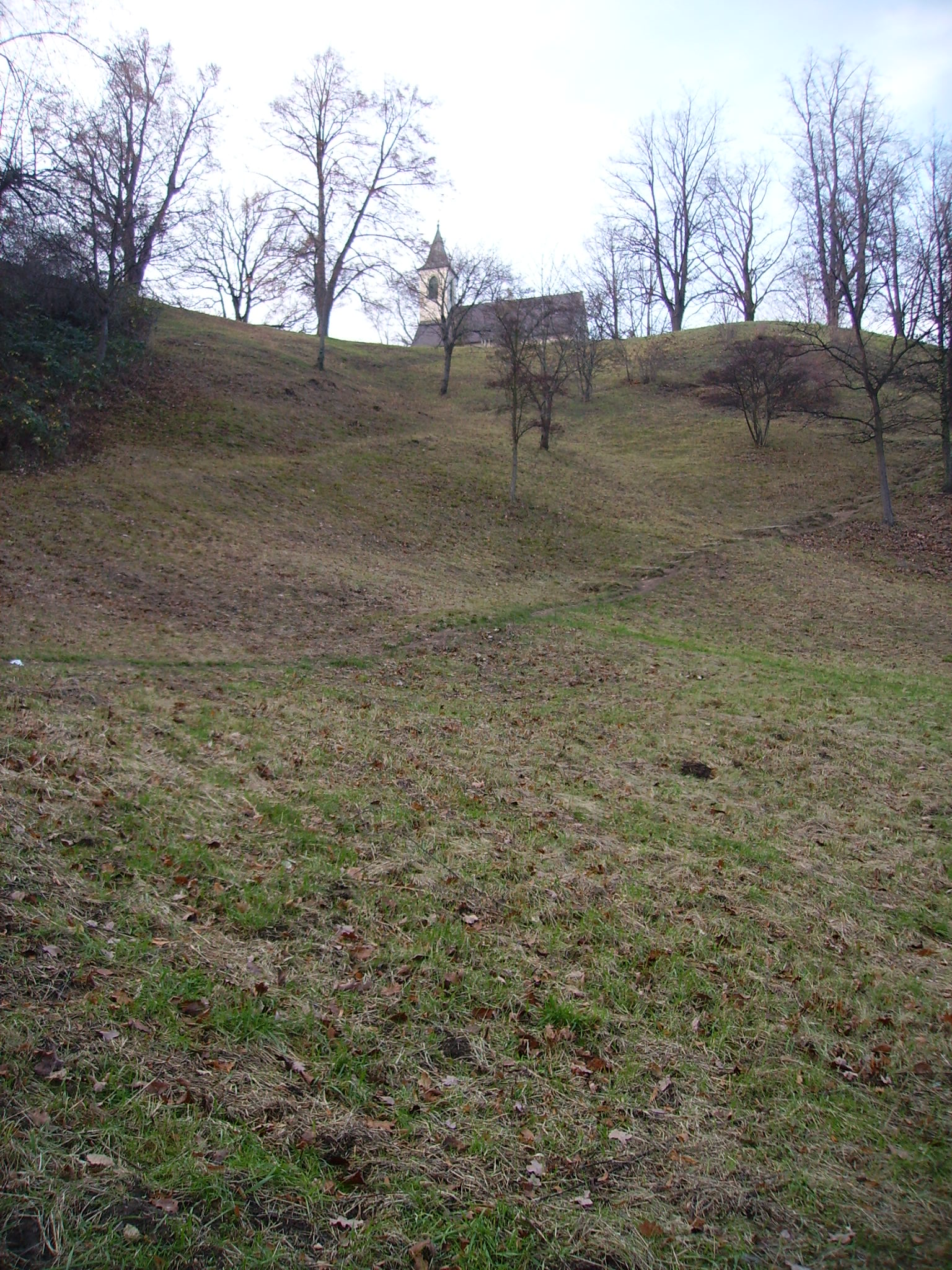
Den traditionella äggrullningsbacken i Bautzen, Tyskland.

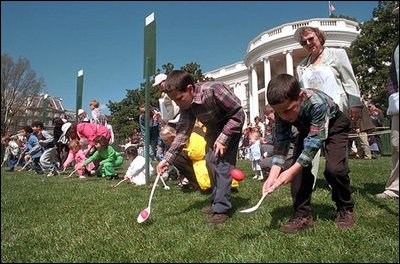
Den amerikanska varianten av äggrullning utanför Vita huset.

Äggrullning är en tävlingslek för två eller flera deltagare som traditionellt leks i samband med påsken. Leken finns i olika varianter och går ut på att rulla ägg nedför en vinklad planka eller en backe och antingen rulla längst eller träffa andras ägg. Äggen bör vara hårdkokta för att inte innehållet ska rinna ut och märkta eller målade för att underlätta identifieringen. Äggrullning har anor från 1550-talet och förekommer åtminstone i stora delar av Sverige, Nordeuropa och Egypten.

## Historia och varianter
Redan på 1550-talet förekom en variant av äggrullning i sydöstra Tyskland. Då rullades äggen av rikemansbarn och plockades upp av fattigmansbarn. Äggen kom med tiden att delvis ersättas av andra rullande objekt såsom äpplen och apelsiner.
På 1600-talet berättas även om en liknande lek som enbart gick ut på att kasta äggen så långt man kunde utför en "äggabacke". På Österlen återfinner man leken, då främst i Vitemölla och i Baskemölla.
I USA förekommer sedan 1800-talet en annorlunda variant på leken, som går ut på att rulla ägget från start till mål på en bana med hjälp av en sked eller ett skaft. Den som först rullar sitt ägg över mållinjen vinner. Traditionellt förekommer leken utanför Vita huset på annandag påsk.

## Svensk tradition
På påskdagens morgon samlades barnen i byn vid äggabacken. Det var främst barnen som lekte denna lek. Det kunde gå till så att man rullade ett ägg ner för en tegelpanna eller planka och förhoppningsvis träffade de den andres ägg som låg på backen. Bäst var det om ett ägg sprack för då vann man ägget.
Äggrullning förekommer nu för tiden även på flera skolor.